# Hannele Pokka
Hannele Pokka, née le 25 mai 1952 à Ruovesi (Finlande), est une femme politique finlandaise. Membre du Parti du centre, elle est ministre de la Justice entre 1991 et 1994 et gouverneur de Laponie entre 1994 et 2008. 

## Sources
- (en) Cet article est partiellement ou en totalité issu de l’article de Wikipédia en anglais intitulé « Hannele Pokka » (voir la liste des auteurs).